# حقبة الممالك المتحاربة
(بالصينية القديمة:戰國時代) وتعرف أيضًا باسم عصر الممالك المتحاربة، هي فترة من تاريخ الصين القديمة تأتي في أعقاب عصر الربيع والخريف وتنتهي مع انتصار دولة تشين عام 221 قبل الميلاد، وهو ما نتج عنه توحيد الصين تحت إمرة أسرة تشين. استخدم العديد من العلماء تواريخ مختلفة لتحديد بداية هذا العصر تتراوح بين عام 481 و403 قبل الميلاد، إلا أن التاريخ الذي اعتمده سيما شيان أي عام 475 قبل الميلاد هو الأكثر استخدامًا. تتزامن أغلب هذه الفترة مع النصف الثاني من حكم سلالة زو، ومع تواجد السلطة الصينية فإن (ملك زو) لم يكن سوى رئيس صوري.
اشتق اسم هذه الفترة من سجل الممالك المتحاربة، وهو عمل تم تجميعه في وقت مبكر من حكم أسرة ها;dkr],l

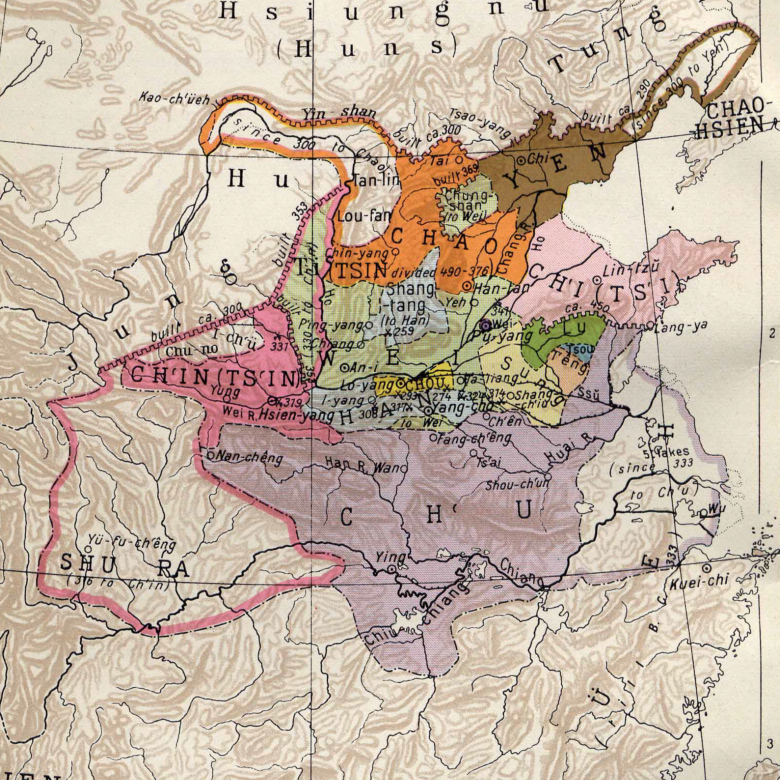
الممالك المتحاربة في عام 350 قبل الميلاد

هيمن على الجغرافيا السياسية لهذا العصر الممالك السبع المتحاربة، وهي:
- تشين: تقع مملكة تشين في أقصى الغرب، وفي قلبها تقع منطقتا وادي نهر وي وجوانزونج (Guanzhong). عزل هذا الموقع الجغرافي مملكة تشين عن ممالك السهول الوسطى، الأمر الذي ساهم في الحد من نفوذها الأولي ولكنه وفر لها أيضًا حماية من الدول الأخرى.
- ممالك جين الثلاث (Three Jins): في الشمال الشرقي من تشين، على هضبة شانشي، وهي الدول الثلاث المتعاقبة لمملكة جين (Jin). وهي:
هان، تقع في الجنوب بامتداد النهر الأصفر وتتحكم في الطرق الشرقية لدولة تشين.
وي (Wei)، تقع في الوسط.
تشاو (Zhao)، تقع في أقصى الشمال من الممالك الثلاث.
- تشي (Qi): تقع إلى الشرق من الصين، وتتمركز حول شبه جزيرة شاندونغ.
- تشو (Chu): تقع في جنوب الصين، حيث تتمركز معظم أراضيها حول وديان نهر هان، ولاحقًا، نهر اليانغستي.
- يان (Yan): تقع في الشمال الشرقي، وتتمركز حول مدينة بكين حاليًا. وفي مرحلة لاحقة من هذه الفترة، بدأت يان في التوسع بالاتجاه الشمالي الشرقي واحتلال شبه جزيرة لياودونغ

وبجانب هذه الممالك السبع الكبرى، صمدت بعض الدول الصغيرة أيضًا خلال هذه الفترة.
- - على الساحل الجنوبي الشرقي بالقرب من شانغهاي تقع دولة يوي (Yue)، والتي تميزت بنشاطها الملحوظ في عصر الربيع والخريف ولكنها تعرضت للاحتلال على يد دولة تشو.
- وفي أقصى الجنوب الغربي في سيتشوان (Sichuan) كانت توجد دولتا با وتشو. لم تكن هذه الدول تابعة لأسرة زو (Zhou)، ولكنها تعرضت للاحتلال على يد مملكة تشين في مرحلة لاحقة من هذه الفترة.
- في حين أنه في السهول الوسطى، التي تضم جزءًا كبيرًا من خنان الحالية، نجت العديد من المدن الصغيرة بوصفها مدنًا تابعة للممالك الكبرى، على الرغم من أنها سوف تتعرض للاندماج هي الأخرى في نهاية الأمر.
- وما بين مملكتي تشاو ويان وقعت مملكة تشونغتشان (Zhongshan)، والتي تعرضت لاحقًا للاحتلال من قبل مملكة تشاو عام 296 قبل الميلاد.

## معلومات تاريخية

### التحقيب التاريخي
على خلاف عصر الربيع والخريف، والذي بدأ بحادثة هروب البلاط الملكي لدولة زو شرقًا، فلا يوجد نقطة بداية مماثلة وواضحة لفترة الممالك المتحاربة. تميز الوضع السياسي لهذه الحقبة بأن شهد ذروة الأحداث التاريخية من الغزو والاحتلال والتي ميزت عصر الربيع والخريف أيضًا، ونتيجة لذلك، فهناك بعض الجدل الذي يدور حول البداية الدقيقة لهذه الحقبة. وفيما يلي بعض نقاط البداية المقترحة:
- 481 قبل الميلاد: هذه هي نقطة البداية التي اقترحها مؤرخ عهد سونغ (Song) لو زوكيان (Lü Zuqian)، وذلك لأنها نقطة النهاية في حوليات الربيع والخريف.
- 476 قبل الميلاد-475 قبل الميلاد: وتستند نقطة البدء هذه على وثائق المؤرخ الكبير. اختار سيما تشيان، مؤلف الوثائق، هذا العام لأنه كان العام الأول من حكم يوان ملك زو.
- 453 قبل الميلاد: تعتمد نقطة البداية هذه على تقسيم مملكة جين إلى دول هان، وتشاو، ووي، وهو ما أدى إلى تدمير المملكة الكبرى في هذه الفترة المبكرة وبالتالي تكوين ثلاث دول من الممالك السبعة المتحاربة.
- 441 قبل الميلاد: تعتمد نقطة البداية هذه أيضًا على كون هذا العام هو العام الأول لحكم ملوك زو، وفي هذه الحالة، العام الأول من حكم آي (Ai) ملك زو.
- 403 قبل الميلاد: اقترح نقطة البداية هذه سيما غوانغ (Sima Guang)، مؤلف تسي تسي تونغيان (Zizhi Tongjian) (المرآة الشاملة للمساعدة في الحكم)، إذ أنه العام الذي اعترف فيه البلاط الملكي لمملكة زو رسميًا بدول هان، وتشاو، ووي. فيقول سيما غوانغ أن هذا التاريخ بوصفه رمزًا للاضمحلال النهائي لسلطة زو، فعلينا اتخاذه بداية لعصر الممالك المتحاربة.

### الخلفية والمنشأ

بداية حقبة الممالك المتحاربة، القرن الخامس قبل الميلاد، قبل انقسام مملكة جين، وغزو مملكة تشين لسيتشوان. مملكة وي على هذه الخريطة هي وي (Wey)، وليست وي (Wei) الأخرى التي نشأت من انقسام مملكة جين

تعرض نظام الدول الإقطاعية الذي أسسته مملكة زو الغربية لتغييرات هائلة بعد عام 771 قبل الميلاد مع هروب البلاط الملكي لمملكة زو إلى لويانغ (Luoyang) الحالية، وبالتالي تضاؤل نفوذها وقوتها. شهد عصر الربيع والخريف تنامي قوة ممالك قليلة على حساب أخرى كثيرة، التي لم تعد بإمكانها الاعتماد على السلطة المركزية، أو الشرعية لضمان حمايتها.
وفي نهاية الأمر أدى الصراع على الهيمنة إلى خلق نظام تسيطر عليه العديد من الدول الكبرى، مثل جين، وتشو، وتشين، وتشي، في حين أن الممالك الصغيرة في السهول الوسطى اتجهت إلى أن تصبح من توابعها وروافد لها. كما كانت توجد غيرها من الممالك الكبرى أيضًا، مثل وو (Wu) ويوي (Yue) في الجنوب الشرقي. تميزت العقود الأخيرة من حقبة الربيع والخريف بازدياد معدل الاستقرار، كنتيجة لتداولات السلام بين مملكتي جين وتشو والتي تحدد خلالها مجالات نفوذ كل منهما. إلا أن هذا الوضع انتهى بتقسيم مملكة جين إلى هان، وتشاو، ووي وهو ما تسبب في وجود وضع الممالك السبع المتحاربة الكبرى.

### تقسيم مملكة جين (453 و403 قبل الميلاد)
منذ منتصف القرن السادس قبل الميلاد، فقد حكام مملكة جين قوتهم السياسية لصالح النبلاء التابعين لهم، والقادة العسكريين، الوضع الذي نجم عن تقاليد مملكة جين التي تمنع الإقطاعية بين أقارب بيت الدوقية. وهو ما سمح للعشائر الأخرى بالحصول على الإقطاعات والسلطة العسكرية، وبالتالي عقود من الحروب الطاحنة التي أدت إلى بروز أربع عائلات كبيرة وهي هان، وتشاو، ووي، وزي (Zhi).
وفي عام 453 قبل الميلاد، وفي معركة جينيانغ، تحالفت عائلات هان، وتشاو، ووي لتدمير عائلة زي، ثم قاموا بتقسيم أرضها فيما بينهم. وهكذا، أصبحوا حكامًا بسلطة الأمر الواقع لمعظم أراضي مملكة جين، على الرغم من أن هذا الوضع لم يتم الاعتراف به رسميًا حتى منتصف القرن الذي يليه، على يد ويلي ملك زو (King Weilie of Zhou).

### ممالك جين الثلاث: التحالف والنزاع (453 - 368 قبل الميلاد)
خلال الخمسين عامًا الأولى أتاح تقسيم مملكة جين توسع الممالك الأخرى مثل تشو ويوي شمالاً، وتشي جنوبًا. زادت شين من سيطرتها على القبائل المحلية وبدأت في التوسع باتجاه الجنوب الغربي حتى سيتشوان.
وقبل عام 405 وحتى 383، اتحدت ممالك جين الثلاث تحت قيادة وي وتوسعت في جميع الاتجاهات. ومن أهم شخصيات هذه الحقبة الماركيز وين حاكم وي (Marquess Wen of Wei) (في الفترة من 445 - 396). وفي الفترة بين 408 - 406، قام بغزو مملكة تشونغشان متجهًا إلى الشمال الشرقي على الجانب الآخر من تشاو. وفي الوقت ذاته، اندفع غربًا عبر النهر الأصفر وحتى نهر لوه ليستولي على منطقة زي (Xihe) (وهي منطقة «غرب النهر [الأصفر]»).
وقد أدت القوة المتنامية لوي إلى تراجع تشاو عن التحالف. وفي عام 383 نقلت عاصمتها إلى هاندان وهاجمت مملكة وي (Wey) الصغيرة. ناشدت وي مملكة وي أن تغيثها، فهاجمت وي مملكة تشاو من الجانب الغربي. وعندما وجدت نفسها في خطر، طلبت تشاو عونًا من تشو. وكالمعتاد، اتخذت تشو الأمر ذريعة لضم بعض الأراضي إليها من ناحية الشمال إلا أن هذا سمح لمملكة تشاو باحتلال جزء من وي. وقد ميز هذا الصراع نهاية قوى ممالك جين المتحدة وبداية فترة من تبديل التحالفات والحروب على عدة جبهات.
وفي عام 370 قبل الميلاد، توفي الماركيز وو حاكم وي (Marquess Wu of Wei) دون الإعلان عن خليفة له وهو ما أدى إلى نشوب حرب على الخلافة. وبعد ثلاث سنوات من الحرب الأهلية، قامت كل من مملكتي تشاو من الشمال وهان من الجنوب بغزو وي. وعندما كانوا على وشك مهاجمة وي، دخل قادة تشاو وهان في نزاع حول ما يجب فعله مع وي، ثم تراجع الجيشان على نحو مفاجئ. ونتيجة لذلك، تمكن هوي ملك وي (King Hui of Wei) (والماركيز في الوقت ذاته) من اعتلاء عرش وي.
وبانتهاء هذه الفترة، توسعت مملكة تشاو من هضبة شانشي بامتداد السهول وحتى حدود مملكة تشي. كما امتدت وي شرق تشي، ولو وسونغ. وإلى الجنوب، استولت هان المملكة الأكثر ضعفًا على الجزء الغربي والشرقي لوادي النهر الأصفر، محاصرة بذلك الحدود مملكة زو عند لويانغ كما امتلكت أراضي أخرى شمال لويانغ في منطقة تعرف باسم شاندانغ.

### هزيمة وي على يد تشين (370 - 340)

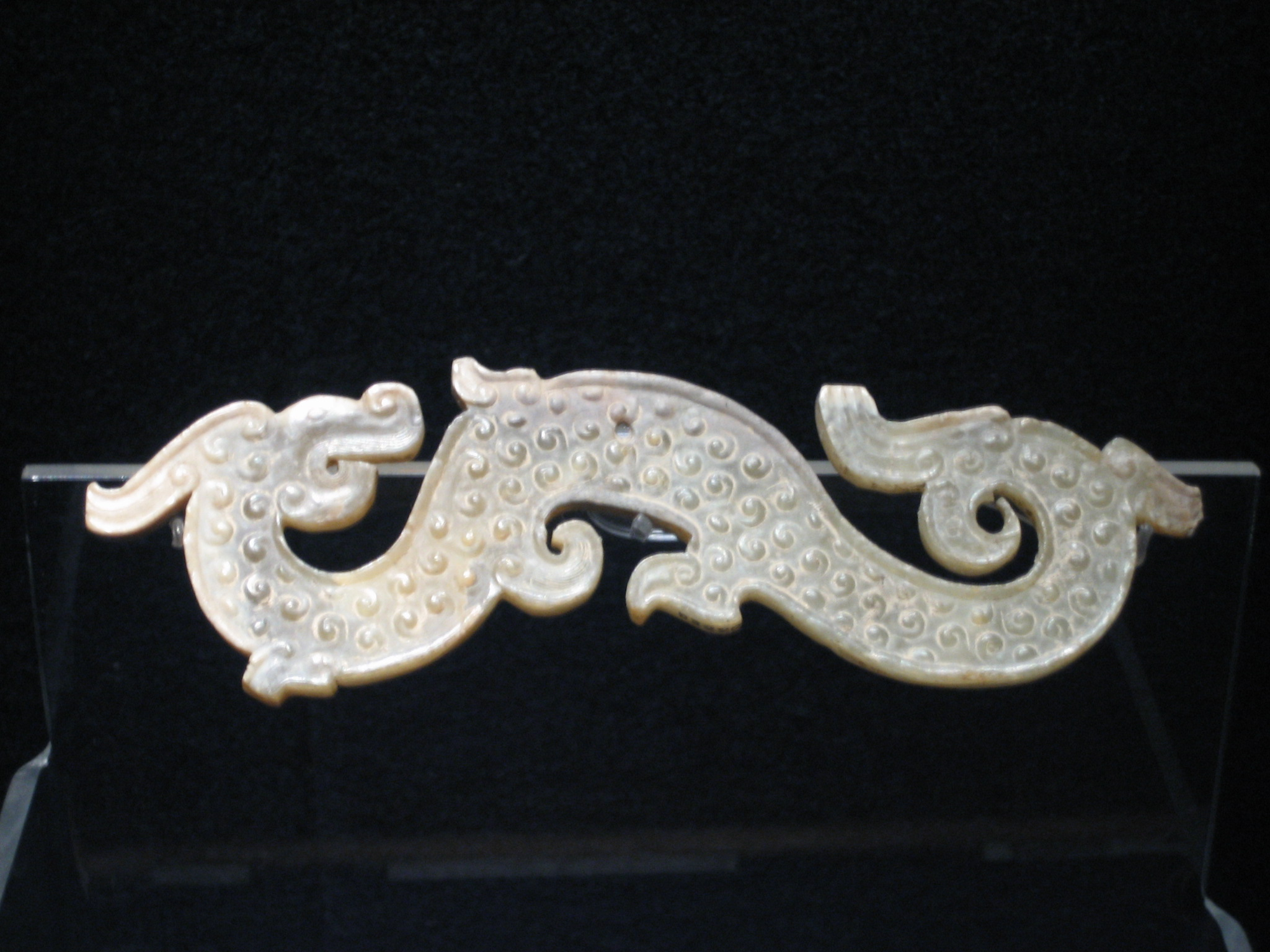
زخرفة للملابس منحوتة من اليشب على شكل تنين من حقبة الممالك المتحاربة.

شرع هوي ملك وي (370-319) في استرداد المملكة، ففي الفترة بين 362 و359 قام بتبادل الأراضي مع كل من هان وتشاو لجعل حدود الممالك الثلاثة أكثر منطقية. وفي عام 344 اتخذ لقب نفسه بالملك.
أما عن عام 364، فقد تلقى وي فيه هزيمة على يد تشين في معركة شيمن، ولم ينقذه سوى تدخل مملكة تشاو. ثم حظيت مملكة تشين بنصر آخر عام 362. وفي 361 تم نقل العاصمة شرقًا إلى داليانغ حتى تصبح بعيدًا عن متناول تشين.
وفي عام 354 قبل الميلاد، بدأ هيو ملك وي هجومًا موسعًا على مملكة تشاو. وبحلول عام 353 قبل الميلاد، كانت مملكة تشاو قد تعرضت لخسائر فادحة، وكانت عاصمتها هاندان، ترزخ تحت الحصار، إلا أن مملكة تشي تدخلت. عرض الإستراتيجي الشهير في مملكة تشي، سن بن (Sun Bin) ابن، ابن، ابن حفيد سن تزو (Sun Tzu) (مؤلف كتاب فن الحرب)، لمهاجمة عاصمة وي، في الوقت الذي كان جيش وي يحاصر فيه تشاو. حققت الخطة نجاحًا; وتحرك جيش وي على عجل جنوبًا لحماية العاصمة، ثم حوصر على الطريق وتلقى هزيمة فادحة في معركة جويلينغ (Guiling). وقد ذكرت المعركة في جزء الحيل الستة والثلاثين، الثاني «حاصر وي، وأنقذ تشاو» وهو ما يعني مهاجمة النقطة الضعيفة لتخفيف الضغط على نقط أخرى.
وفي عام 341 قبل الميلاد، هاجمت وي مملكة هان. تركت مملكة تشي هان حتى كانت على وشك الهزيمة ثم تدخلت. تقابلت الجنرالات من معركة جويلينغ مجددًا (سن بن وتيان جي (Tian Ji) في مقابل بانغ جوان (Pang Juan))، باستخدام الطريقة ذاتها، لمهاجمة عاصمة وي. تظاهر سن بن بالانسحاب، ثم عاد إلى قوات وي الواثقة، ولقنها هزيمة فادحة في معركة مالينغ.
وفي العام التالي، هاجمت مملكة تشين مملكة وي الضعيفة. تلقت مملكة وي هزيمة مدمرة، واضطرت للتنازل عن جزء من أرضها في مقابل الهدنة. ومع معاناة وي وضعفها الناجم عن الهزيمة، أصبحت تشي وتشين المملكتين المهيمنتين في الصين.

### حقبة مملكة تشي (301 - 284 قبل الميلاد)
هذا هو الجزء الأكثر تعقيدًا في حقبة الممالك المتحاربة. إذ أنه يتزامن مع فترة حكم مين ملك تشي ومكائد اللورد مينغتشانغ في مملكة تشي (Lord Mengchang of Qi) وسو تشين (Su Qin).

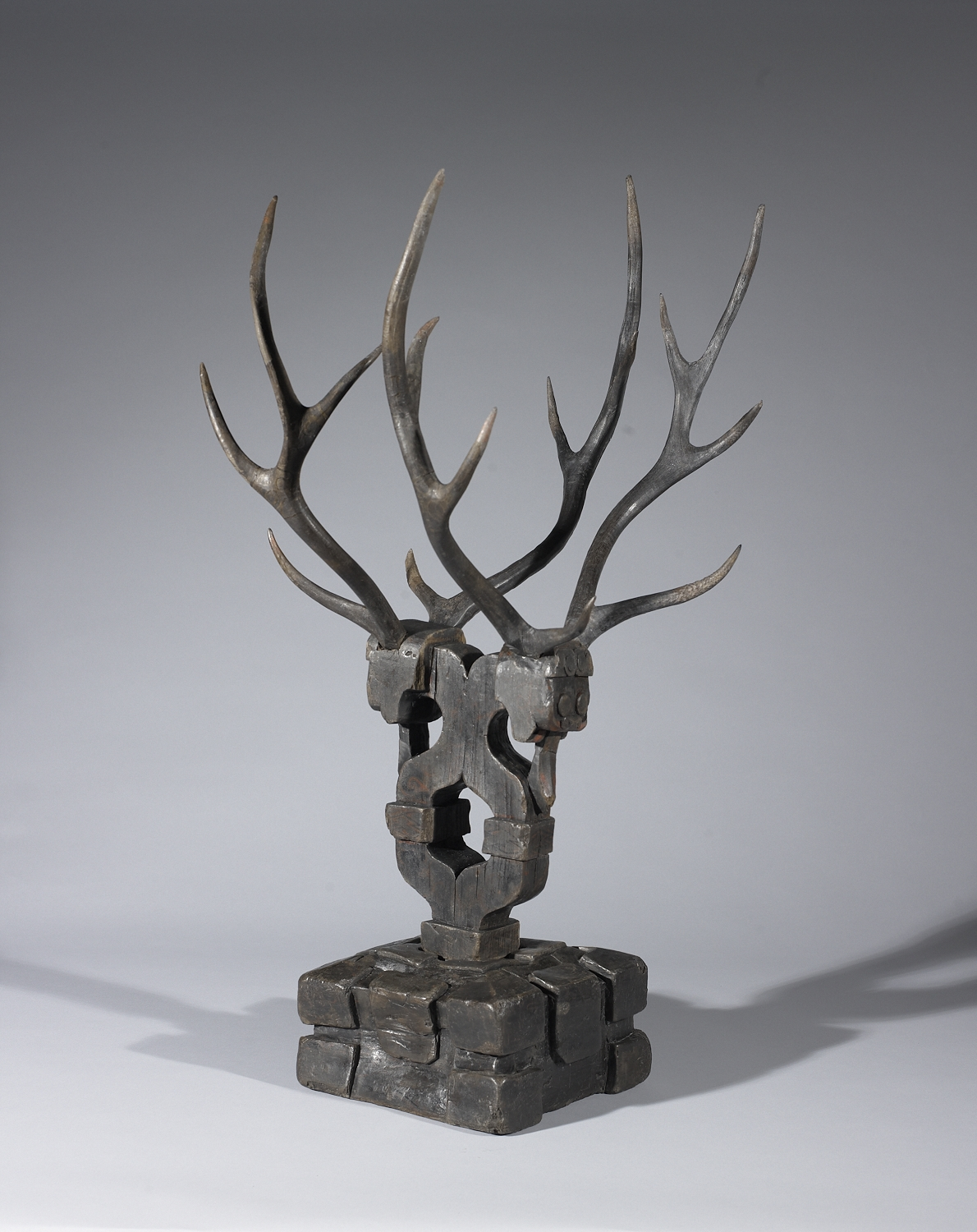
حارس المقبرة يعرض في متحف برمنغهام للفنون

300 قبل الميلاد: تولى اللورد مينغتشانغ مملك تشي، حفيد وي ملك تشي السابق مقاليد السلطة عندما وصل الملك مين (King Min) إلى العرش. فاتجه غربًا ليعقد تحالفًا مع ممالك وي وهان. وفي أقصى الغرب، استسلمت مملكة تشين التي كانت تعاني من الضعف بفعل الصراع على السلطة عام 307 للتحالف الجديد، وعينت اللورد مينغتشانغ رئيسًا لوزرائها. فضمن هذا التحالف «الأفقي» أو الشرق غربي إحلال السلام فيما عدا أنه استثنى مملكة تشاو.
298 قبل الميلاد: عرضت تشاو على تشين تحالفًا، فتم استبعاد مينغتشانغ من مملكة تشين. ثم هاجم الحلفاء الثلاثة الباقين وهي تشي، ووي، وهان مملكة تشين متجهين إلى أعلى نحو النهر الأصفر وأسفل شانشي حتى طريق هانجو (Hangu Pass). وبعد ثلاث سنوات من القتال، استولوا على الطريق، وأجبروا مملكة تشين على رد الأراضي لهان ووي. ثم ألحقوا هزائمًا كبرى بممالك يان وتشو. وعلى مدار حكم اللورد مينغتشانغ والذي استمر حوالي 5 سنوات، أصبحت تشي هي القوة الرئيسية في الصين.
294 قبل الميلاد: تورط اللورد مينغتشانغ في عملية قلب نظام الحكم وفر إلى وي، لينهار نظام التحالف الذي أسسه.
عقدت تشي وتشين هدنة مراعاة لمصالحهم الخاصة. تحركت تشي جنوبًا في مقابل مملكة سونغ في حين أن جنرال مملكة تشين باي تشي (Bai Qi) اندفع عائدًا باتجاه الشرق في مقابل تحالف هان/وي ليحقق انتصارًا في معركة ييك (Battle of Yique). وفي 288 قبل الميلاد اتخذ الحاكمان لقب دي "Di، "帝 وهو ما يعني حرفيًا الإمبراطور، لكل من الشرق والغرب على التوالي. ثم أقسموا عهدًا وبدءوا التخطيط للهجوم على تشاو.
287 قبل الميلاد: شهد نجاح الدبلوماسي سو تشين، المندوب المحتمل لمملكة يان، في إقناع الملك مين أن حرب تشاو لا تصب سوى في صالح مملكة تشين. وافق الملك مين وعقد تحالفًا «رأسيًا» مع الممالك الأخرى ضد تشين. فانسحبت مملكة تشين، وتخلت عن لقب دي، وردت الأرض إلى مملكتي وي وتشاو. وبحلول عام 286، كانت تشي قد ضمت إليها مملكة سونغ.
285 قبل الميلاد: أخاف نجاح مملكة تشي الممالك الأخرى (ويقول البعض أن هذا جزء من خطة سو تشين). وتحت قيادة اللورد مينتشانغ، الذي كان قد نُفي إلى وي، عقدت تشين، وتشاو، ووي، ويان تحالفًا جديدًا. فقد اعتادت يان أن تكون حليفًا ضعيف نسبيًا لمملكة تشي، وهو ما أخاف مملكة تشي من هذا الرباعي. وقد جاء هجوم يان بقيادة الجنرال يو يي (Yue Yi) بمثابة مفاجأة مدمرة. وعلى الفور، شن الحلفاء الآخرون هجومًا من الغرب. وأعلنت مملكة تشو نفسها حليفًا لتشي، ولكنها أرضت نفسها بضم بعض الأراضي من جهة الشمال. تعرض جيش تشي للتدمير والملك مين للذبح. لتنقسم تشي إلى مدينتين وهما جو وجيمو. ولاحقًا أُسر الملك مين، ونُفذ فيه الإعدام على يد أتباعه.
وبعد عام 284 قبل الميلاد تمكن تيان دان (Tian Dan) من استرداد معظم أراضي المملكة، ولكنه لم يتمكن أبدًا من استعادة نفوذها كما كان في ظل حكم الملك مين.

### عصور ازدهار مملكة تشاو (284 - 260)
بعد الهزيمة التي منيت بها تشو عام 278، تمركزت القوى العظمى في الغرب على يد تشين ومنتصف الشمال على يد تشاو. ولم يكن هناك مجال كبير للمناورة الدبلوماسية، فكانت الحرب تقرر الكثير من الأمور في الفترة بين 265 و260. أما تشاو فقد اكتسبت كثيرًا من القوة على يد حاكمها ولينغ ملك تشاو (King Wuling of Zhao) (الفترة بين 325 و299). ففي عام 307، عمل على زيادة عدد سلاح الفرسان الخاص به على طريقة قبائل البدو الشمالية. وفي عام 306، استولى على مزيد من الأرض في هضبة شانشي الشمالية. وبحلول عام 305 كان قد ألحق هزيمة بمملكة تشونغشان على الحدود الشمالية. وفي عام 304 كان قد اتجه إلى أقصى الشمال الغربي ونجح في احتلال القسم الشرقي والغربي من النهر الأصفر شمال صحراء أوردوس. اختار الملك هيوين حاكم تشاو (298 - 266) موظفين قادرين وعمل على التوسع ضد مملكتي تشي ووي الضعيفتين. وفي عام 296، ألحق الجنرال ليان بو (Lian Po) التابع له هزيمة نكراء بجيشي مملكة تشين.
أما عن عام 265، فقد شهد التحرك الأول من جانب جاوشيانغ ملك تشين (King Zhaoxiang of Qin) مهاجمًا مملكة هان الضعيفة والتي تتحكم في معبر النهر الأصفر إلى تشين. ثم تحرك في الاتجاه الشمالي الشرقي عبر أراضي وي لغلق الطريق إلى منطقة شاندونغ شمال لويانغ وجنوب تشاو. وافق ملك هان على تسليم شاندانغ، إلا أن حاكمها المحلي رفض وقدمها للملك شاوشينغ (Xiaocheng) حاكم تشاو. ثم أرسلت تشاو ليان بو الذي مركز جيوشه في شانغبينغ (Changping) وأرسلت تشين الجنرال وانغ هي (Wang He). وقد كان ليان بو حكيمًا جدًا للمخاطرة في معركة حاسمة قد يخوضها مع جيش تشين لذا ظل متحصنًا داخل حصونه. لم يتمكن تشين من اختراق الحصون، واستمرت الجيوش رابضة في موقعها لثلاث سنوات. قرر ملك تشاو أن ليان بو لم يكن هجوميًا بما فيه الكفاية فأرسل تشاو كو (Zhao Kuo) الذي وعده بمعركة حاسمة. وفي الوقت ذاته، استبدلت تشين سرًا وانغ هي بالقائد الشرس باي تشي (Bai Qi). وعندما غادر تشاو كو حصونه، استخدم باي تشي مناورة كاناي (Cannae)، ليتراجع إلى الوسط ويحاصر جيش تشاو من الجانبين. وبعد حصار دام حوالي 46 يومًا، استسلمت قوات تشاو التي كانت تعاني من مجاعة (في سبتمبر 260 قبل الميلاد). هذا ويقال أن باي تشي قد قام بقتل كافة الأسرى، فبلغ عدد الخسائر بين صفوف تشاو 400000 رجل.
أما تشين فقد أصيبت بالإنهاك التام فلم تتمكن من مواصلة انتصاراتها. وفي وقت لاحق، أرسلت جيشًا لحصار عاصمة تشاو ولكن الجيش قد لحقت به هزيمة مدمرة بعد أن تعرض لهجوم من الخلف. نجت تشاو، ولكن لم يعد هناك قوة يمكنها مجابهة تشين بمفردها، وقد تنجو الممالك الأخرى إذا استمرت وحدتها في وجه تشين، ولكنها لم تفعل.

### تاريخ تشو

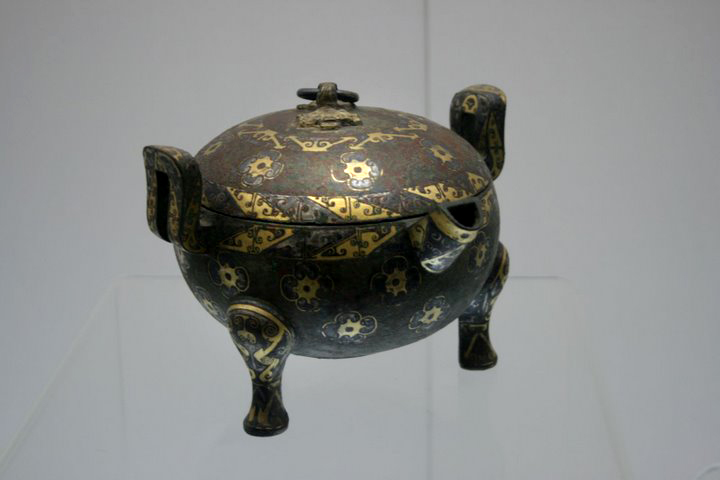
من حقبة الممالك المتحاربة وعاء دينغ، وعاء مطعم بالذهب والفضة

كانت السياسة العامة لتشو تقضي بضم الممالك الصغيرة إلى الشمال منها ببطء. وفي وقت لاحق من هذه الحقبة كانت لديها حدود مشتركة مع كل من تشي ووي.
389: في مرحلة مبكرة من حقبة الممالك المتحاربة، كانت مملكة تشو واحدة من أقوى الممالك في الصين. انتقلت المملكة إلى مستوى جديد من القوة بحلول عام 389 قبل الميلاد عندما قام داو ملك تشو (King Dao of Chu) (楚悼王) بتعيين المصلح الشهير وو تشي (Wu Qi) مستشارًا له.
334: بلغت تشو أوج قوتها عام 334 قبل الميلاد، عندما قامت بغزو يوي إلى الشرق منها على ساحل المحيط الهادي. وقد بدأت سلسلة الأحداث التي أدت إلى ذلك عندما استعدت يوي لمهاجمة تشي والتي تقع في شمالها. أرسل ملك تشي مبعوثًا أقنع ملك يوي بمهاجمة تشو بدلاً من ذلك. شنت يوي هجومًا موسعًا على تشو، ولكنها تلقت هزيمة عندما قامت تشو بهجوم مضاد، ثم تقدمت تشو لغزو يوي.
278: قام الجنرال باي تشي من تشين بهجوم بدأ من الأرض التي ضمتها تشين حديثًا (من 316) في سيشوان إلى الغرب من تشو. وأثناء ذلك، وقعت العاصمة ينغ (Ying) في الأسر وفقدت تشو أرضها الغربية على نهر هان. وكان من الآثار المترتبة على أحداث الفترة بين 334 و278 أن انتقلت تشو بشكل ملحوظ إلى الشرق.

### الألقاب الملكية
حمل لقب «ملك» (wang، 王) الحكام الصوريين لأسرة زو، في حين أن معظم حكام الممالك حملوا ألقاب "دوق (gong، 公) أو "ماركيز" (hou، 侯). وقد خضع الأمر لاستثناء كبير على يد تشو، والتي كانت تلقب حكامها بالملوك منذ وو ملك تشو فبدأت باستخدام اللقب في عام 703 قبل الميلاد تقريبًا.
وفي عام 344 قبل الميلاد، غير هوي ملك وي لقبه من ماركيز إلى ملك. وفي عام 334، قبل الميلاد اتخذ عدوه المنتصر وي ملك تشي (King Wei of Qi) اللقب ذاته. كما أعلن حكام تشين وهان عام 325 أنفسهم ملوكًا، ثم تبعهم حكام تشاو، ويان، وتشونغشان عام 323 قبل الميلاد. وعن حاكم سونغ، وهي مملكة صغيرة نسبيًا، فقد أعلن نفسه ملكًا عام 318 قبل الميلاد. أما حاكم تشاو فقد صمد حتى عام 299 قبل الميلاد، وكان آخر من اتخذ هذا اللقب الملكي. وفي الفترة بين 288 - 287، أطلق ملكا تشين وتشي على أنفسهم لقب «إمبراطور» (di)، قبل عودتهم مجددًا إلى «ملك».

### التحالفات الأفقية والرأسية

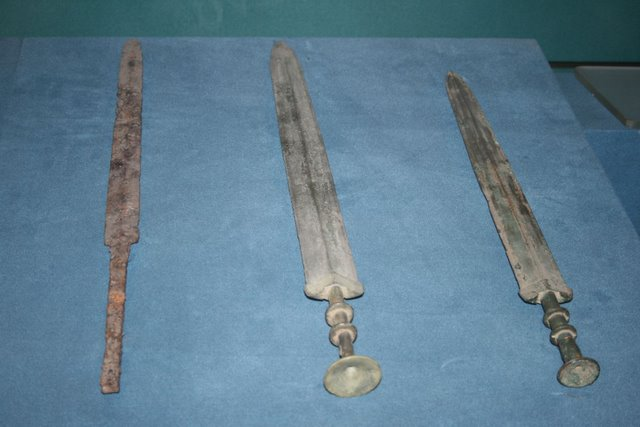
سيف من الحديد وآخران من البرونز يعودان إلى حقبة الممالك المتحاربة

مع اقتراب نهاية حقبة الممالك المتحاربة، أصبحت مملكة تشين قوية بصورة لا تتناسب مع قوى الممالك الست الأخرى، ونتيجة لذلك، أصبحت سياسات الممالك الست موجهة في مجملها نحو التعامل مع تهديد تشين وفقًا لمدرستي فكر متعارضتين: تدافع المدرسة الأولى عن التحالف 'الرأسي' أو الشمالي الجنوبي والذي يطلق عليه هيزونغ hezong (合縱/合纵) حيث تتحالف فيه الممالك لمواجهة تشين. بينما تدعو الأخرى إلى التحالف 'الأفقي' أو الشرقي الغربي والذي يطلق عليه ليانهينغ lianheng (連橫/连横) حيث تتحالف فيه المملكة مع تشين للمشاركة في صعودها.
كانت هناك بعض النجاحات الأولية لتحالف هيزونغ، على الرغم من الشكوك المتبادلة بين الممالك المتحالفة والتي أدت إلى انهيار هذه التحالفات. وبين الحين والآخر، استغلت تشين إستراتيجية التحالف الأفقي لهزيمة الممالك واحدة تلو الأخرى. وخلال هذه الفترة، سافر العديد من الفلاسفة وخبراء المناورات إلى العديد من الممالك، وأوصوا الحكام أن يضعو أفكارهم قيد التنفيذ. وقد كان من بين أفراد «جماعة الضغط» هذه فلاسفة مثل سو تشين (Su Qin) (الذي دعا إلى التحالف الرأسي) وشانغ يي (Zhang Yi) (الذي دعا إلى التحالف الأفقي)، حيث اشتهرا بالدبلوماسية والذكاء، وكانت تعرف مدرستيهما باسم مدرسة الدبلوماسية، وبالصينية (縱橫家، وهو ما يعني حرفيًا 'مدرسة التحالفات الرأسية والأفقية') والتي اشتقت من هذين الفكرتين المتعارضتين.

### عصور ازدهار مملكة تشين

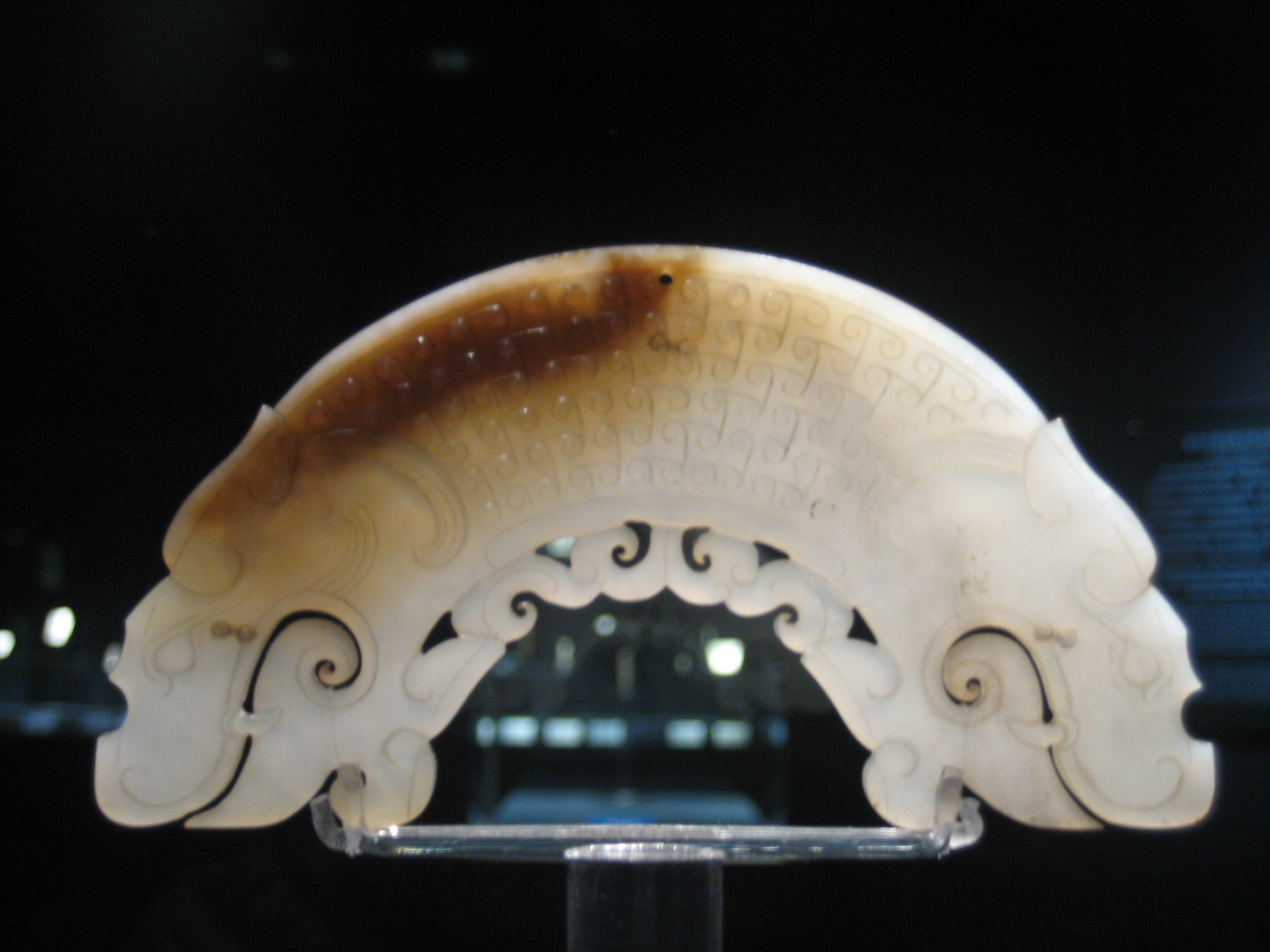
هوانغ محفور من اليشب ذو رأسي تنين، الممالك المتحاربة، متحف شانغهاي.

بعد إخراج زو من وادي نهر وي عام 771 قبل الميلاد ألقي على عاتق مملكة تشين مهمة استرداد حكم زو في الوادي. الأمر الذي قاموا بتنفيذه عن طريق استيعاب قبائل رونغ (Rong) المحلية ببطء. ويتميز الوادي بأنه محاط من الجنوب بسلسة جبال شاهقة ومن الشمال ببلاد جافة. ولكن من أكبر مميزاته موقعه في الغرب الأقصى في "بين الطرق" والتي قد تُبقي تشين بعيدة عن حروب لا طائل من ورائها مع الممالك الأخرى.
هذا ولا نعرف سوى القليل من المعلومات حول التاريخ المبكر لمملكة تشين خلال عصر الربيع والخريف. فكانت معظم تعاملاتها تتم مع جارتها الشرقية القوية مملكة جين. وفي عام 632، ساعد مو دوق تشين (Duke Mu of Qin) (660-621) جين على الانتصار في معركة شينغبو (Chengpu) ضد تشو. أما في عام 579، فقد عقدت تشين، وجين، وتشو مؤتمر سلام اتفقوا خلاله على الحد من حجم جيوشهم.
وخلال مرحلة مبكرة من حقبة الممالك المتحاربة، تجنبت تشين بوجه عام الصراع مع الممالك الأخرى. ولكنها بدأت تصبح أكثر عدوانية بعد إصلاحات شانغ يانغ (Shang Yang) في عام 356 تقريبًا، ثم أدت دورًا محوريًا خلال 180 عامًا الأخيرة (أي في الفترة بين 300 - 221 قبل الميلاد).
وفي عام 408 تقريبًا، أجبرت وي مملكة تشين على العودة إلى نهر لوه لتحتل منطقة زي غرب النهر الأصفر. 364: ثم هزمت تشين كلاً من وي وهان في معركة شيمن. ولم ينقذ وي سوى تدخل تشاو. 356-338: ثم قامت شانغ يانغ (Shang Yang) بإجراء إصلاحات مركزية متسلطة. 340: واستولت تشين على أراضٍ من وي بعد أن هزمتها مملكة تشي. 316: غزت تشين مملكة تشو وبا في سيشوان إلى الجنوب الغربي. وقد استغرق تنمية هذه المنطقة وقتًا كبيرًا إلا أنها أضافت كثيرًا ولكن ببطء إلى ثروة وقوة مملكة تشين. وفي عام 325: اتخذ دوق تشين لقب ملك. 312: ثم صدت تشين هجومًا شنته عليها مملكة تشو. 307: تعرضت تشين لمرحلة من الضعف بفعل النزاع على الخلافة. 301: لمزيد من التفاصيل حول تدخل تشي أنظر «حقبة مملكة تشي» أعلاه. 269: ألحق الجنرال ليان بو في مملكة تشاو هزيمة ساحقة بجيشي تشين. وبعد عام 269:، أصبح فان سو (Fan Sui) المستشار الرئيسي. فدعا إلى إصلاحات متسلطة، وتوسع لا رجوع فيه، فضلاً عن التحالف مع الدول البعيدة لمهاجمة الأخرى القريبة (الحيلة الثالثة والعشرين من الحيل الستة والثلاثين). فكان مبدؤه «لا تهاجم الأرض فقط، ولكن هاجم الشعب أيضًا» في إعلان عن سياسة قتل جماعي شاعت كثيرًا فيما بعد. 278: أسر الجنرال الدموي لمملكة تشين باي تشي عاصمة تشو وبهذا دفع حدود تشين شرق سيشوان. 265: بدأت تشين حربًا مع هان، كانت على الأرجح لفتح ممر النهر الأصفر جنوب شانشي. 260: قدمت تشاو يد العون لهان ولكن قوتها قد كُسرت على يد باي تشي في معركة شانغبينغ. وهكذا أصبحت تشين المملكة الأقوى في الصين.

### تشين تغزو الممالك الأخرى (230 - 221)
في عام 230 قبل الميلاد، قامت مملكة تشين بغزو مملكة هان. وكانت هان، المملكة الأضعف من بين الممالك السبع المتحاربة، هي الأقرب إلى مملكة تشين القوية، ولهذا فقد عانت من الاعتداءات المتكررة على يد تشين في السنوات الأولى من حقبة الممالك المتحاربة. وهكذا استمر الوضع حتى أرسل الإمبراطور شين شي هوانج (Qin Shi Huang) الجنرال وانغ جيان (Wang Jian) لشن هجوم على تشاو. أما عن الملك آن ملك الهان، مدفوعًا بخوفه أن تكون هان هي الهدف التالي لمملكة تشين، فأرسل على الفور دبلوماسيين لتسليم المملكة بأكملها دون قتال، حماية لشعب هان من العواقب الوخيمة المحتملة للمقاومة الخاسرة.
وبحلول عام 225 قبل الميلاد، شنت تشين غزوًا على وي. قاد جيش تشين هجومًا مباشرًا على وي، وحاصر عاصمتها داليانغ ولكنه أدرك على الفور أن جدران المدينة قوية للغاية ولا يمكنه اختراقها. فابتكروا إستراتيجية جديدة استغلوا خلالها قوة النهر المحلي الذي يُعد من روافد النهر الأصفر. إذ تم استخدام النهر بحيث يفيض على جدران المدينة، مسببًا دمارًا هائلاً بها. ومع إدارك هذا الوضع، أسرع الملك جيا (Jia) حاكم وي بالخروج من المدينة وسلمها لجيش تشين تجنبًا لسفك دماء شعبه.
وفي عام 223 قبل الميلاد، شنت تشين غزوًا على مملكة تشو القوية نسبيًا. ومع ذلك، فإن الغزو الأول كان دمارًا تامًا عندما تلقت قوات تشين وعددها 200000، تحت قيادة الجنرال قليل التجربة لي شين (Li Xin)، هزيمة على يد قوات تشو وعددها 500000 في منطقة هوايانغ غير المألوفة، مقاطعات جيانغسو وأنهوي الشمالية الحالية. وكان شيانغ يان قائد تشو، قد أغرى تشين بعد أن سمح له بالحصول على انتصارات مبكرة قليلة، ثم قام بهجوم مضاد وأحرق مخيمين كبيرين لمملكة تشين.
وفي العام التالي، تم استدعاء وانغ جيان لقيادة هجوم ثان بالاستعانة بجيش يبلغ 600000 رجل. ومع ارتفاع روحهم العالية بعد النصر الذي حققوه العام الماضي، ارتضت قوات تشو بالجلوس والدفاع ضد ما توقعوا أن يكون حصارا لمملكة تشو. ومع ذلك، قرر وانغ جيان إضعاف عزيمة تشو بعد أن احتال على جيش تشو بأن ظهر هادئًا في حصونه بينما كان يدرب قواته سرًا للقتال على أراضي تشو. وبعد ذلك بعام، قررت القوات المدافعة عن تشو أن تنصرف نتيجة لعدم اتخاذ تشين أية خطوات بعد. وعند هذه النقطة، شن وانغ جيان هجومًا بكامل قوته، ثم اجتاح هوايانغ وباقي قوات تشو. فقدت تشو المبادرة ولم تتمكن سوى من الحفاظ على المقاومة القائمة على حرب العصابات حتى تمت هزيمتها بالكامل بعد تدمير شوتشن (Shouchun) ووفاة آخر قادتها، اللورد تشانغبينغ بتشو، عام 223 قبل الميلاد. وفي ذروة قوتها، قدر عدد جيوش تشو وتشين مجتمعة بأعدادٍ تتراوح بين مئات الآلاف إلى ملايين الجنود، وهي تزيد كثيرًا عن عدد الجنود المشتركة في حملة تشانغبينغ.بين تشين وتشاو قبل 35 عام.
وبحلول عام 222 قبل الميلاد، شنت تشين غزوًا على يان وتشاو. وبعد غزو تشاو، اتجه انتباه جيش تشين إلى يان. وبعد أن أدرك ولي العهد دان أمير يان خطورة الموقف، أرسل السفاح جينغ كي (Jing Ke) لقتل ملك تشين، ولكنه فشل في ذلك ولم يساعد سوى في تأجيج الغضب وعزم ملك تشين، وبالتالي زاد من عدد قواته لغزو مملكة يان.
وبحلول عام 221 قبل الميلاد، شنت تشين غزوًا على تشي. إذ كانت تشي آخر الممالك المتحاربة التي لم تتعرض للغزو. فهي لم تساهم من قبل أو تساعد الممالك الأخرى عندما قامت تشين بشن هجمات عليها. وبمجرد إعلان تشين نيتها للغزو، سلمت تشي جميع مدنها بسرعة، ليكتمل بذلك توحيد الصين وبدء أسرة تشين.

## النظرية العسكرية والتطبيق

### زيادة معدل الحروب
ظلت العربة عاملاً رئيسيًا في الحروب الصينية بعد أن توقف استخدامها في الشرق الأوسط. ومع قرب بداية حقبة الممالك المتحاربة، حدث تحول من العربات إلى حشود المشاة الأمر الذي ارتبط على الأغلب باختراع القوس والنشاب. وهو ما كان له أثران بالغان؛ أولاً: تسبب هذا في جعل الدوقة يضعفون من أهمية قيادتهم للعربات ومدى ارتباطها بالطبقة النبيلة ولذلك تمكنوا من الوصول المباشر إلى طبقة الفلاحين الذين يمكن دمجهم في صفوف المشاة. فارتبط هذا التغيير بالتحول من النظام الأرستقراطي إلى الحكومة البيروقراطية. ثانيًا: أدى إلى زيادة هائلة في معدل الحروب. وعندما أطاحت زو بشانغ في معركة ميوي كانت قد استخدمت 45000 جندي و300 عربة. أما عن حقبة الممالك المتحاربة، فقد وردت هذه الأرقام: تشين: 1000000 من المشاة، 1000 عربة، 10000 حصان; تشو: الأرقام ذاتها; وي:200 - 360000 مشاة، 200000 حامل رمح، 100000 خادم، 600 عربة، 5000 من سلاح الفرسان; هان: 300000 كإجمالي; تشي: عدة مئات الآلاف; معركة مالينغ: 100000 قتيل; معركة ييك: 240000 قتيل; في حين أن الجنرال باي تشي كان مسؤولاً عن سقوط 890000 قتيل بين صفوف عدوه. ويعتقد معظم العلماء أن هذه الأرقام مبالغ بها كثيرًا (فهي أكبر بكثير مما يتوقع وجوده في مجتمعات صغيرة كتلك، كما كان يتقاضى الجنود أجورهم وفقًا لعدد الجنود الذين قاموا بقتلهم، فضلاً عن أن لدى أسرة هان مصلحة في المبالغة في القصص الدموية للعصور السابقة على توحيد الصين). وبصرف النظر عن هذه المبالغة، فمن الواضح أن الحروب قد بلغت أشدها خلال هذه الحقبة. كما كان لسفك الدماء والبؤس الذي ساد خلال حقبة الممالك المتحاربة دور كبير في تفسير سبب تفضيل الصين للنظام الملكي الموحد.

### التطورات العسكرية

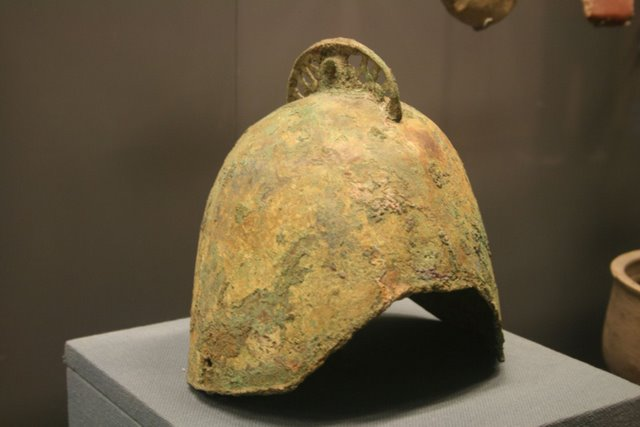
خوذة جندي من البرونز تعود لعصر مملكة يان

شهدت حقبة الممالك المتحاربة إدخال العديد من الابتكارات إلى فن الحروب في الصين، مثل استخدام الحديد وسلاح الفرسان.
تطورت الحروب في حقبة الممالك المتحاربة كثيرًا مقارنة بعصر الربيع والخريف، حيث استخدمت معظم الجيوش المشاة وسلاح الفرسان في المعارك، في حين أصبح استخدام العربة أقل شيوعًا. وقد أدى استخدام المشاة في الحروب إلى المساهمة في جعلها أكثر دموية، كما قلل من أهمية الطبقة الأرستقراطية والتي أدت بدورها إلى جعل الملوك أكثر استبدادًا. ومنذ هذه الحقبة فصاعدًا، تنافست الممالك فيما بينها بحشد جيوشها للحرب، في حين أن طبقة النبلاء في الصين كانت تنتمي إلى الطبقة المتعلمة وليس إلى طبقة المحاربين كما كانت في الماضي.
أعدت الممالك المختلفة جيوشًا هائلة من المشاة والفرسان والعربات. وقد كانت هناك حاجة لنظم لوجيستية معقدة تقوم عليها البيروقراطيات الحكومية الفعالة لتوريد، وتدريب، والسيطرة على مثل هذه القوى الضخمة. إذ تراوح حجم الجيوش بين عشرات الآلاف إلى عدة مئات الآلاف من الجنود.
شاع استخدام الحديد وحل محل البرونز، فقد صُنعت الدروع والأسلحة في هذه الحقبة من الحديد.
تشكل أول سلاح فرسان رسمي في الصين عام 307 قبل الميلاد خلال الإصلاحات العسكرية التي قام بها ولينغ ملك تشاو، والذي كان يؤيد «اللباس البدوي والرماية على ظهور الجياد». هذا وما زالت عربة الحرب تحتفظ بهيبتها وأهميتها، على الرغم من التفوق التكتيكي لسلاح الفرسان.
في حين أن القوس والنشاب كان من الأسلحة المفضلة كثيرًا في هذه الحقبة، وذلك نتيجة للعديد من الأسباب. إذ يمكن إنتاج القوس والنشاب بكميات هائلة بسهولة، كما أن تدريب عدد ضخم من الرجال على القوس والنشاب ممكنًا. وقد جعلته هذه المميزات السلاح الأكثر قوة لمحاربة العدو.
استخدم المشاة العديد من الأسلحة، ولكن الأكثر شيوعًا من بينها هو الخنجر-الفأس. تتراوح أطوال الخنجر-الفأس بدءًا من 9 إلى 18 قدمًا، ويتكون السلاح من رمح طعن، وشفرة شق ملحقة به. وقد كانت أسلحة الخنجر-الفأس شائعة للغاية في العديد من الممالك، خاصة في مملكة تشين التي أنتجت منه أسلحة بطول 18 قدم.

### الفكر الحربي
كانت حقبة الممالك المتحاربة فترة عظيمة ازدهر خلالها التخطيط الحربي; فمن بين الكلاسيكيات الحربية السبعة للصين، أربعة منهم تمت كتابتها خلال هذه الفترة:
- فن الحرب (Art of War)، لـ سن تزو، وهي دراسة عالية التأثير في الخطط والتكتيكات.[4]
- وزي (Wuzi)، مؤلفها وو تشي، رجل دولة وقائد خدم في مملكتي وي وتشو.
- وي لياوزي (Wei Liaozi)، ومؤلفها غير معروف.
- مناهج سيما (Methods of the Sima)، للمؤلف سيما رانغجو (Sima Rangju)، قائد عمل في مملكة تشي.

## الثقافة والمجتمع
شهدت حقبة الممالك المتحاربة حروبًا جمة، بالإضافة إلى إصلاحات ودعم بيروقراطي وعسكري، فسعت الممالك الكبرى التي تتحكم في أراضٍ ضخمة إلى تعزيز قوتها وهو ما أدى إلى القضاء أخيرًا على هيبة البلاط الملكي لزو. وكدليل على هذا التحول، تخلى حكام الدول الكبرى (باستثناء تشو، والتي كانت قد اتخذت لقب ملك في وقت مبكر) عن ألقابهم الإقطاعية السابقة في مقابل اتخاذ اللقب 王، أو ملك، في نوع من المساواة بينهم وحكام زو.
وفي الوقت ذاته، أدى الصراع المستمر، والحاجة إلى نماذج اجتماعية وسياسية إلى تطور العديد من المذاهب الفلسفية والتي عرفت لاحقًا باسم مدارس الفكر المائة. وكان من بين أهم مدارس الفكر الموزية، والتي طرحها الفيلسوف موزي؛ الكونفوشية، ممثلة في منسيوس (Mencius) وزونزي (Xunzi)؛ الطاوية، ممثلة في شوانجزي (Zhuangzi)، والشرعوية، ممثلة في شانغ يانغ وهان فيزي (Han Feizi).
اشتهرت هذه الحقبة بتكوين حكومات بيروقراطية مركزية معقدة، فضلاً عن نظام قانوني واضح. وقد كانت التطورات في التنظيم السياسي والعسكري أساس قوة مملكة تشين، والتي قامت بغزو الممالك الأخرى ووحدتها تحت إمرة إمبراطورية تشين عام 221 قبل الميلاد.

### النبلاء، والبيروقراطيون، والمصلحون
اعتمدت ظاهرة الحروب المكثفة على التشكيلات الضخمة للمشاة بدلاً من العربات التقليدية، والتي كانت أحد الاتجاهات الكبرى التي أدت إلى إنشاء بيروقراطيات قوية ومركزية في كافة الممالك الكبرى. وفي الوقت ذاته، فإن عملية الإقطاع الثانوية التي انتشرت خلال عصر الربيع والخريف، وأدت إلى مثل هذه الأحداث مثل تقسيم مملكة جين، واغتصاب مملكة تشي على يد عشيرة تيان، قد انعكست في نهاية الأمر بنفس العملية البيروقراطية.
وتستند الإصلاحات التي قام بها وو تشي في مملكة تشو وشانغ يانغ في تشين والتي تمركزت حول زيادة المركزية وقمع طبقة النبلاء، وزيادة نطاق الحكومة على المثل الشرعية، والتي كانت ضرورية لحشد الجيوش الضخمة خلال هذه الحقبة.

## التطورات الاقتصادية
شهدت حقبة الممالك المتحاربة انتشار أعمال الحديد في الصين، ليحل محل البرونز والذي كان المعدن السائد استخدامه في الحروب. كما أن بعض المناطق مثل شو (سيشوان الحالية) ويوي (تشجيانغ حاليًا) قد أضافتا إلى المجال الثقافي الصيني خلال هذا الوقت. أما عن التجارة فقد أصبحت مهمة أيضًا، وتمتع بعض التجار بسلطة كبيرة تخوله للتدخل في سياسة المملكة، وكان من أبرزهم لو بووي (Lü Buwei)، الذي ارتفعت مكانته حتى أصبح مستشارًا لمملكة تشين وأحد الداعمين الرئيسيين لتشين شيهوانغ (Qin Shihuang).[بحاجة لمصدر]
وفي الوقت ذاته، فقد أدت الموارد المتزايدة للمالك المتحدة والبيروقراطية، بالإضافة إلى الاحتياجات اللوجستية لحشد الجيوش الضخمة والاستعداد للحروب واسعة النطاق إلى انتشار المشاريع الاقتصادية مثل مشاريع محطات المياه الضخمة. ومن الأمثلة المهمة على محطات المياه هذه نظام ري دوجيانغيان، والذي يتحكم في نهر مين بسيشوان ثم حول منطقة المياه الخلفية السابقة إلى قاعدة لوجستية كبرى تابعة لمملكة تشين، وقناة زنغوو (Zhengguo Canal) والتي تعمل على ري مناطق كبرى من سهول جوانزونج، وبالتالي زيادة محصول تشين الزراعي.

## الحواشي
1. ↑  Lewis (1999:626–629)
2. ↑  Ebrey, Walthall & Palais (2006:?)[بحاجة لرقم الصفحة]
3. ↑  Ebrey, Walthall & Palais (2006:29)
4. ↑  Tzu & Griffith (1963:v)

## وصلات خارجية
- Warring States Project، جامعة ماساتشوستس في أمهيرست
- Rulers of the warring states – مشروع النص الصيني  [لغات أخرى]‏